# Dionizije Dvornić
Dionizije Dvornić (Novi Marof, 17. listopada 1946. – Zagreb, 28. studenog 2005.) bio je hrvatski nogometaš i reprezentativac. 

### Klupska karijera
Karijeru je počeo u osječkim klubovima Metalac, Olimpija i Proleter (današnji NK Osijek). 1950. prelazi u Dinamo, s kojim osvaja Kup maršala Tita 1951. i jugoslavensko prvenstvo 1953./54. Za Dinamo je u različitima natjecanjima ukupno odigrao 304 utakmice i postigao 161 pogotka, od čega u prvenstvu 117 nastupa i 47 pogotka. Nakon Dinama igrao je četiri sezone za NK Zagreb, nakon čega je otišao u Švicarsku gdje je igrao za Lausanne i Vevey. Tamo završava karijeru i ostaje živjeti do kraja života.

### Reprezentativna karijera
Za jugoslavensku nogometnu reprezentaciju odigrao je šest utakmica i postigao jedan pogodak, upravo u debiju u prijateljskoj utakmici protiv Francuske (3:1) u Zagrebu 18. listopada 1953. Jedan nastup s reprezentacijom je imao i na je i na Svjetskom prvenstvu u Švicarska 1954. gdje je Jugoslavija ispala u četvrtzavršnici.